# Chaetopleura angulata
Chaetopleura angulata är en blötdjursart som först beskrevs av Lorenz Spengler 1797.  Chaetopleura angulata ingår i släktet Chaetopleura och familjen Ischnochitonidae. Inga underarter finns listade i Catalogue of Life.